# Verdilly
Verdilly település Franciaországban, Aisne megyében. Lakosainak száma 455 fő (2022. január 1.). Verdilly Bézu-Saint-Germain, Brasles, Château-Thierry, Épieds, Gland és Mont-Saint-Père községekkel határos.

## Népesség
A település népessége az elmúlt években az alábbi módon változott:
| Lakosok száma | 231  | 263  | 386  | 446  | 450  | 462  | 461  | 453  | 451  | 455  |
|               | 1968 | 1982 | 1990 | 2006 | 2013 | 2015 | 2017 | 2019 | 2020 | 2022 |